# Ludy Kissassunda
João Rodrigues Lopes "Ludy Kissassunda" (Nezeto, 27 de setembro de 1932 — Setúbal, 6 de janeiro de 2021) foi um general e político angolano, que desempenhou importante papel na Guerra de Independência de Angola e na Guerra Civil Angolana. Teve papel extremamente relevante na reorganização das tropas do Exército Popular de Libertação de Angola, tranformadas, em 1974, em Forças Armadas Populares de Libertação de Angola.
Em sua carreira política foi membro do Politburo do Comité Central do Movimento Popular de Libertação de Angola (MPLA), sendo um dos associados mais próximos de Agostinho Neto. Foi fundador e primeiro diretor da Direcção de Informação e Segurança de Angola (DISA), entre 1975 e 1979. Foi também governador das províncias de Malanje (1980-1986) e Zaire (1995-2004).